# Reserva Florestal Natural do Parque do Capelo

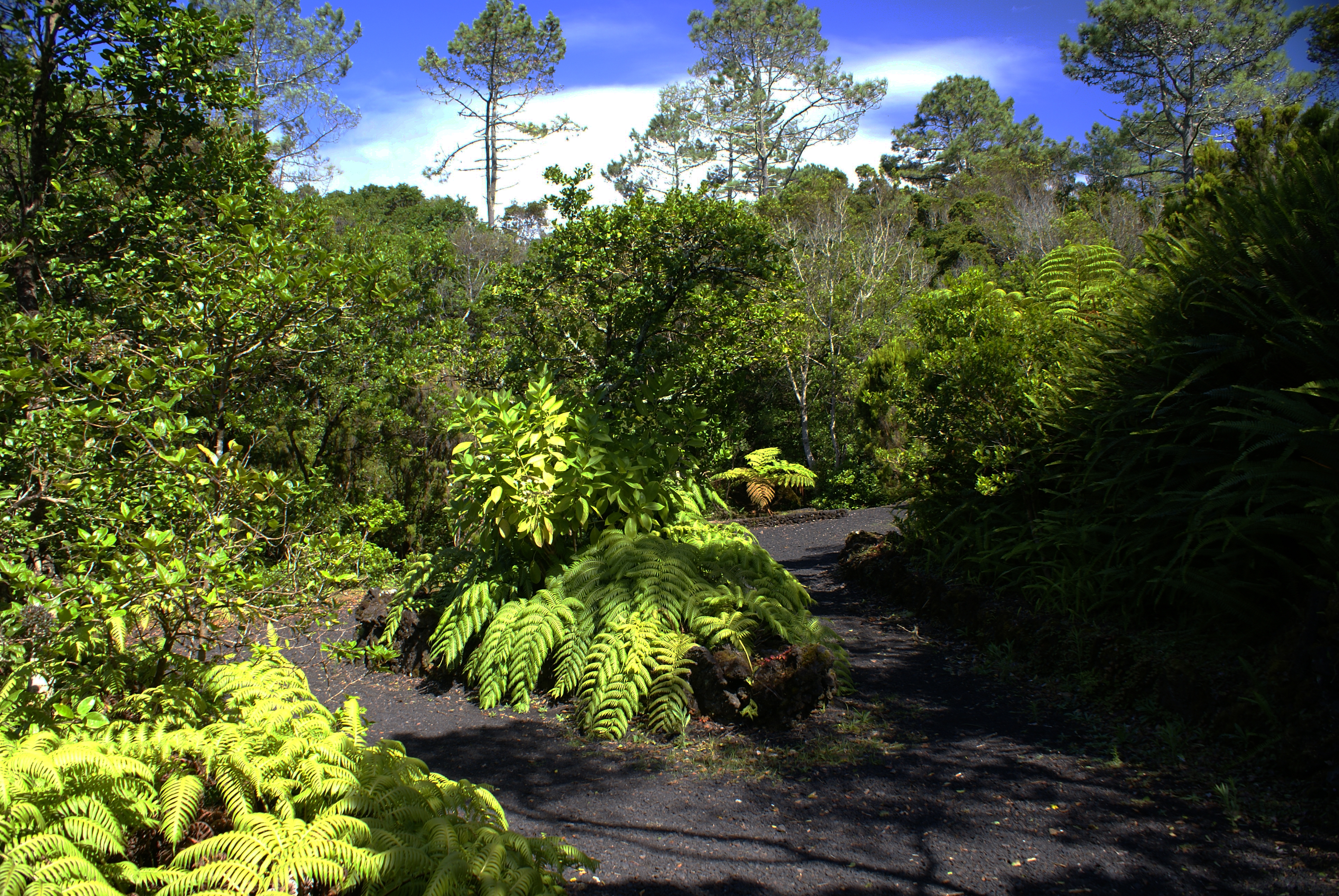
Reserva Florestal de Recreio do Capelo.

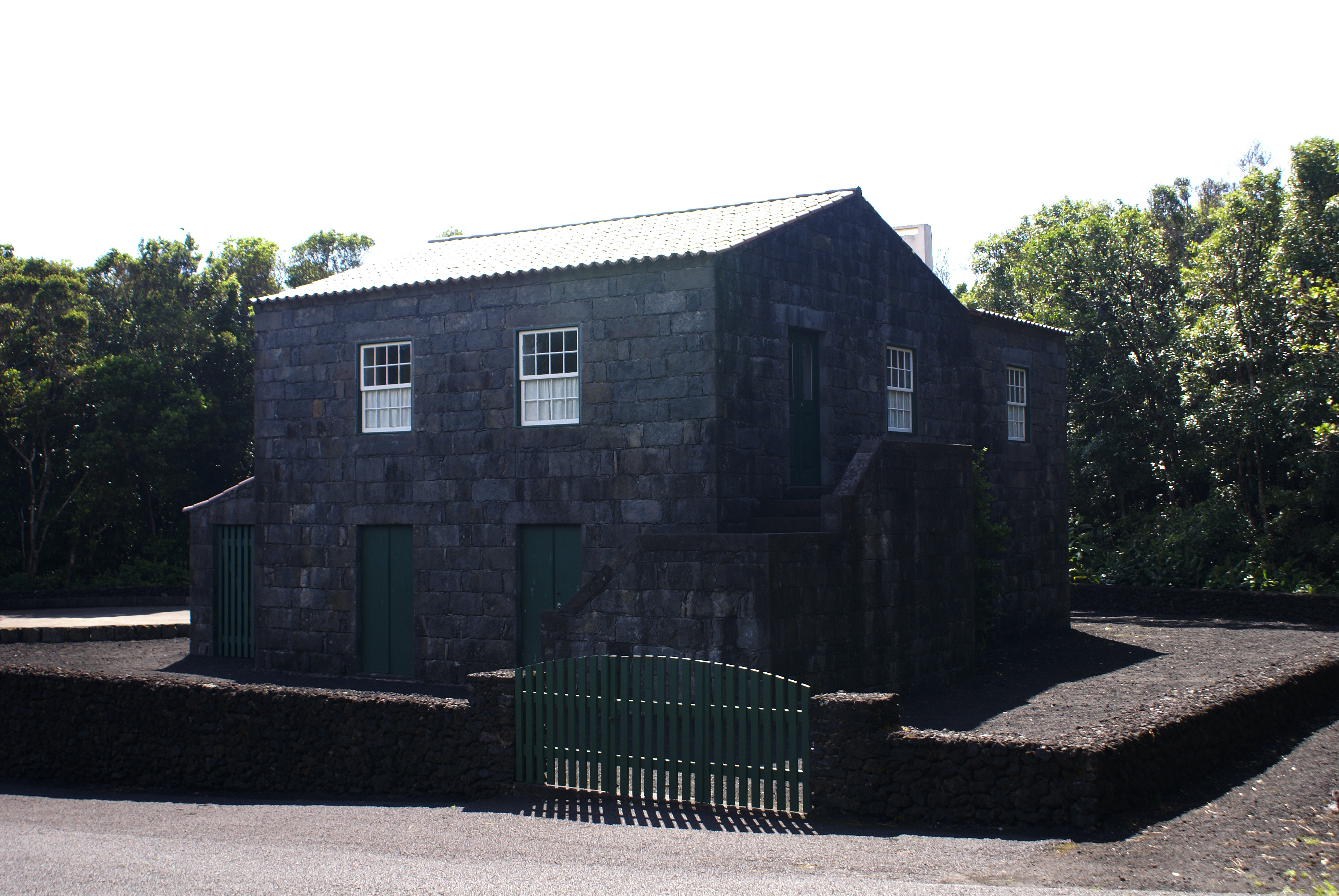
Reserva Florestal de Recreio do Capelo, Casa tradicional dos Açores.

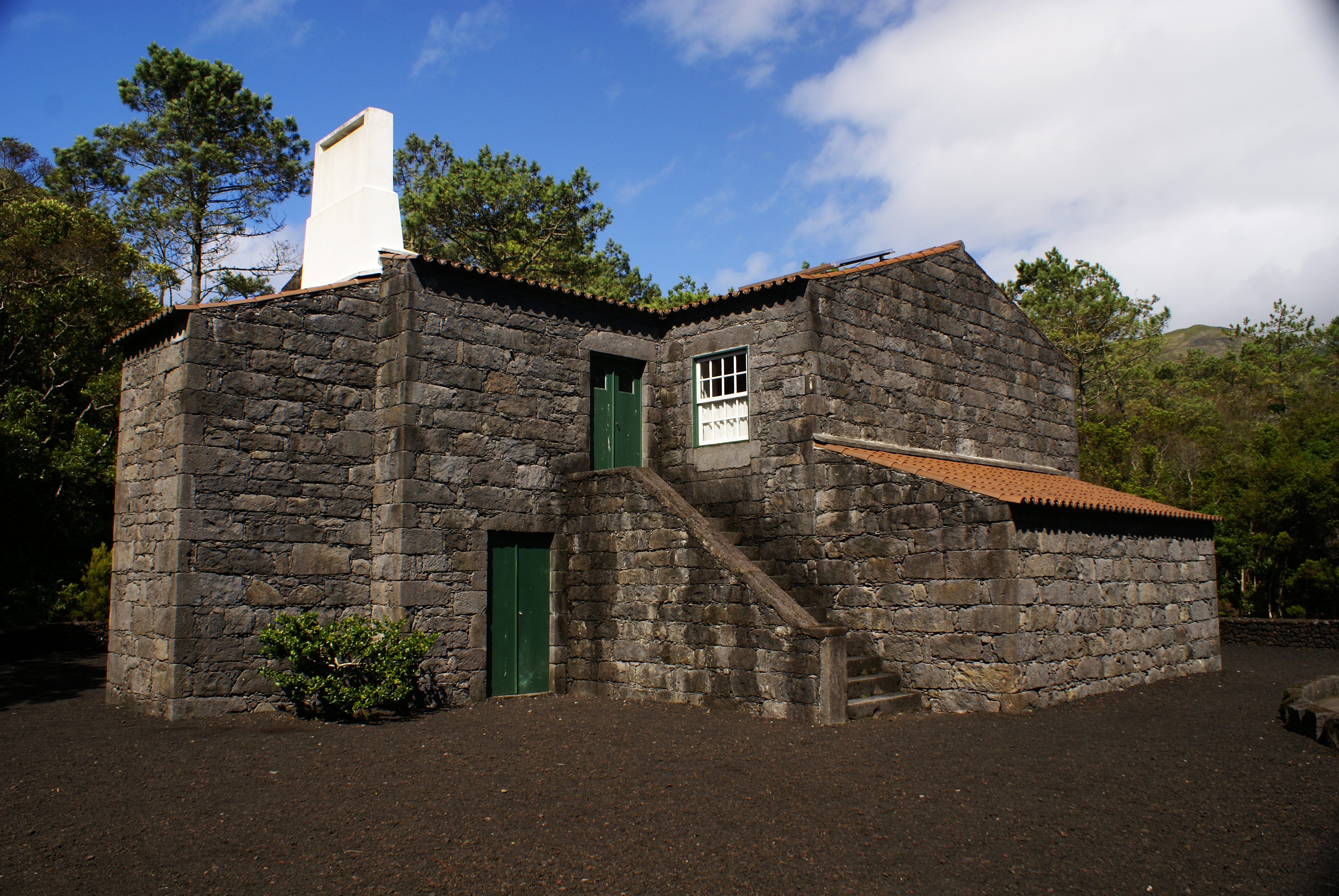
Reserva Florestal de Recreio do Capelo.

A Reserva Florestal Natural do Parque do Capelo é um espaço florestal de recreio que se localiza na freguesia do Capelo, concelho da Horta, arquipélago dos Açores.
Este sítio de recrio encontra-se localizado a cerca de 100 metros de altitude, praticamente à saída da freguesia de Capelo. Ocupa um espaço de 96 hectares e encontra-se profusamente arborizado destacando-se uma forte abundância e diversidade de plantas endémicas da Macaronésia, típicas das florestas da Laurissilva.
Está devidamente equipado para a prática de piquenique e churrascos podendo ser utilizado para diversas actividades de manutenção física.
Oferece também várias possibilidades de percursos pedestres, que se encontram devidamente assinalados. Pelo meio da vegetação surgem algumas grutas naturais, facto que se encontra relacionado com a existência de antigas erupções vulcânicas. De entre estas é de destacar a denominada Gruta do Parque do Capelo, que é a conhecida com maior dimensão atingindo um comprimento de 55.3 m, uma largura máxima de 5.2 m e uma altura máxima de 1.6 m.

Aqui, e a título de demonstração existem estruturas habitacionais tradicionais dos Açores, nomeadamente casas em pedra de cantaria basáltica de cor negra.

## Espaços protegidos na Ilha do Faial
- Poço das Asas
- Paisagem Protegida do Monte da Guia
- Parque Natural Regional do Canal e Monte da Guia
- Reserva Natural da Caldeira do Faial
- Reserva Florestal do Cabouco Velho
- Reserva Florestal do Capelo
- Reserva Florestal de Recreio da Falca
- Reserva Florestal Parcial do Cabeço do Fogo
- Reserva Florestal Parcial do Vulcão dos Capelinhos
- Zona de Protecção Especial para a Avifauna do Vulcão dos Capelinhos
- Zona de Protecção Especial para a Avifauna da Caldeira do Faial